# Clan Kikkawa

Mon (emblème) du clan Kikkawa.

Le clan Kikkawa (橘川氏) est une famille de samouraïs de la période Sengoku, installée dans l'île de Kyūshū. Le membre le plus célèbre du clan est Kikkawa Motoharu, l'un des généraux de Hideyoshi Toyotomi. Le clan Kikkawa (allié avec le clan Kobayakawa) joua un grand rôle pour Hideyoshi dans sa campagne pour la conquête de Kyūshū. Les membres du clan obtinrent de Hideyoshi le domaine d'Iwakuni.

## Membres notables du clan
- Kikkawa Okitsune : adopte Motoharu
- Kikkawa Tsuneie (1547-1581)
- Kikkawa Motoharu (1530-1586) : général de Hideyoshi Toyotomi
- Kikkawa Motonaga (1547-1587) : fils de Motoharu
- Kikkawa Hiroie (1561-1625) : fils de Motoharu ; daimyo du domaine d'Oda puis d'Iwakuni
- Kikkawa Hiromasa : fils Motoharu
- Kikkawa Koretari (1616-1694) : philosophe
- Kikkawa Reika (1875-1929) : peintre de yamato-e

## Source de la traduction
- (en) Cet article est partiellement ou en totalité issu de l’article de Wikipédia en anglais intitulé « Kikkawa clan » (voir la liste des auteurs).